# Фрідріх Візе
Фрідріх Візе (нім. Friedrich Wiese; 5 грудня 1892, Нордгаштедт — 13 лютого 1975, Гіссен) — німецький воєначальник, генерал піхоти вермахту. Кавалер Лицарського хреста Залізного хреста з дубовим листям.

## Біографія
Учасник Першої світової війни. 1 вересня 1919 року демобілізований і вступив у поліцію. 1 серпня 1935 року переведений в вермахт. З 1 жовтня 1936 року — командир 1-го батальйону 116-го піхотного полку 9-ї піхотної дивізії. Учасник Французької кампанії. З грудня 1940 року — командир 39-го піхотного полку 26-ї піхотної дивізії. Учасник Німецько-радянської війни, включаючи бої в районі Полоцька, Калініна і Ржева. З 15 квітня 1942 року — командир своєї дивізії, керував нею в боях біля Болхова, Орла і Курська. З 5 серпня 1943 року — командир 35-го армійського корпусу, який діяв в районі Брянська. З жовтня воював під Гомелем, потім — під Бобруйськом. В червні 1944 року корпус Візе був знищений під час наступу радянських військ. З 29 червня 1944 року — командувач 19-ю армією, яка билася з союзниками у Франції. 19 грудня 1944 року знятий з посади і відправлений в резерв фюрера.

## Звання
- Доброволець (14 серпня 1914)
- Лейтенант резерву (6 листопада 1915)
- Оберлейтенант запасу (1 вересня 1919)
- Оберлейтенант поліції (1 жовтня 1920)
- Гауптман поліції (1 лютого 1923)
- Майор поліції запасу (1 липня 1933)
- Майор поліції (1 жовтня 1933)
- Майор (15 жовтня 1935)
- Оберстлейтенант (1 червня 1938)
- Оберст (1 червня 1941)
- Генерал-майор (1 вересня 1942)
- Генерал-лейтенант (21 січня 1943)
- Генерал піхоти (1 жовтня 1943)

## Нагороди
- Залізний хрест
  - 2-го класу (15 лютого 1916)
  - 1-го класу (29 вересня 1918)
- Нагрудний знак «За поранення» в чорному
- Почесний хрест ветерана війни з мечами
- Медаль «За вислугу років у Вермахті» 4-го, 3-го, 2-го і 1-го класу (25 років)
- Медаль «У пам'ять 1 жовтня 1938»
- Застібка до Залізного хреста
  - 2-го класу (3 червня 1940)
  - 1-го класу (16 червня 1940)
- Німецький хрест в золоті (16 лютого 1942)
- Лицарський хрест Залізного хреста з дубовим листям
  - лицарський хрест (14 квітня 1942)
  - дубове листя (№ 372; 24 січня 1944)
- Медаль «За зимову кампанію на Сході 1941/42»